# Pallegney
Pallegney település Franciaországban, Vosges megyében. Lakosainak száma 172 fő (2022. január 1.). Pallegney Domèvre-sur-Durbion, Vaxoncourt, Zincourt és Thaon-les-Vosges községekkel határos.

## Népesség
A település népességének változása:
| Lakosok száma | 176  | 180  | 179  | 170  | 164  | 164  | 168  | 166  | 172  |
|               | 2013 | 2015 | 2016 | 2017 | 2018 | 2019 | 2020 | 2021 | 2022 |